# Phytomyza paniculatae
Phytomyza paniculatae är en tvåvingeart som beskrevs av Mitsuhiro Sasakawa 1953. Phytomyza paniculatae ingår i släktet Phytomyza och familjen minerarflugor. Inga underarter finns listade i Catalogue of Life.